# 赫爾辛厄
赫爾辛厄（丹麥語：Helsinge），丹麥西蘭島上格里布斯考市鎮内的城鎮及该市镇的行政中心。

## 历史
19世纪初，赫尔辛厄只有临近村庄那么小，但是拥有一个旅馆和一座教堂。之后，该城镇在不断扩大。1863年，这里出现了邮局，1872年出现了电报，1897年建造了铁路。